# Finale della Coppa dei Campioni 1969-1970
La finale della 15ª edizione di Coppa dei Campioni si disputò il 6 maggio 1970, nella suggestiva cornice dello Stadio San Siro di Milano, tra gli olandesi del Feyenoord e gli scozzesi del Celtic. All'incontro assistettero oltre 53 000 spettatori. Il match, arbitrato dall'italiano Concetto Lo Bello, vide la vittoria per 2-1 della squadra olandese nei tempi supplementari.

## Le squadre
| Squadre   | Partecipazioni |
| --------- | -------------- |
| Feyenoord | Nessuna        |
| Celtic    | 1 (1967)       |

## Il cammino verso la finale
Il Feyenoord di Ernst Happel esordì al primo turno contro gli islandesi del KR Reykjavík, superando virtualmente il turno già all'andata grazie all'irrisorio 12-2 rifilato in Islanda. Agli ottavi di finale è la volta dei campioni in carica del Milan, che all'andata si imposero 1-0 grazie a una rete di Nestor Combin, ma a Rotterdam il 2-0 per il Feyenoord ribaltò il risultato di San Siro. Ai quarti stesso copione, ma con i tedeschi orientali del Vorwärts Berlino, e passaggio del turno con risultato aggregato di 2-1. In semifinale i polacchi del Legia Varsavia riuscirono a concludere il match casalingo a reti inviolate, ma nel ritorno nei Paesi Bassi persero 2-0. Il Feyenoord fu la seconda squadra olandese, dopo l'Ajax l'anno precedente, a giungere in finale.
Il Celtic di Jock Stein iniziò il cammino europeo contro gli svizzeri del Basilea, superando il turno con un risultato complessivo di 2-0. Agli ottavi di finale fu la fortuna a fare da padrona, in quanto i portoghesi del Benfica persero la gara d'andata 3-0 a Glasgow, ma vinsero col medesimo risultato il ritorno a Lisbona e fu dunque necessario il lancio della monetina, poiché fu abolita a partire da quell'anno la gara di spareggio. Ai quarti furono sorteggiati i campioni d'Italia della Fiorentina che furono sconfitti per 3-0 al Celtic Park, il che rese ininfluente la vittoria per 1-0 dei Viola in casa. In semifinale la gara contro gli inglesi del Leeds Utd diede vita alla Battaglia d'Inghilterra e vide le vittorie, sia in Inghilterra che in Scozia, dei cattolici di Glasgow.

## La partita

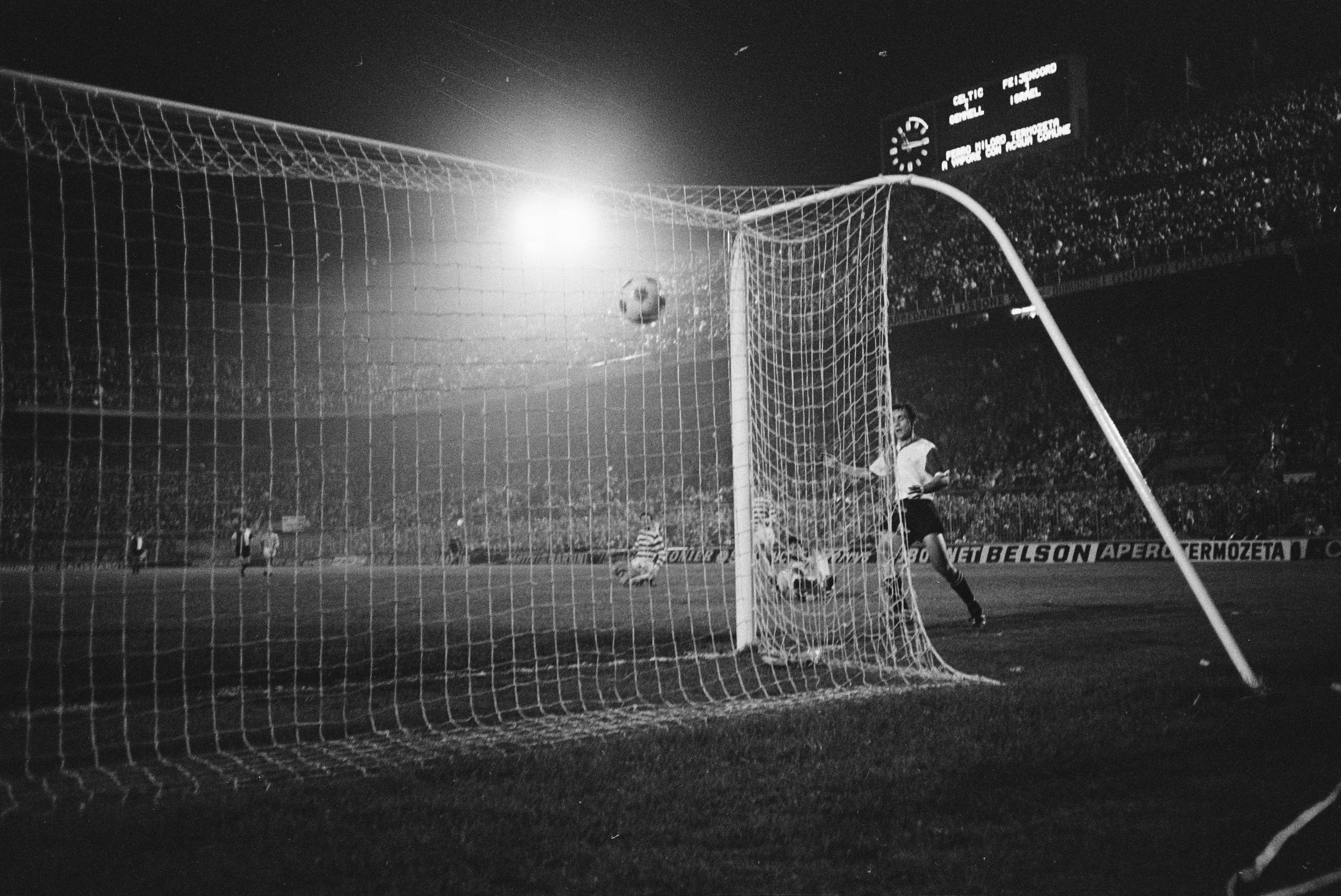
Kindvall sigla il gol vittoria al 116'

A Milano avviene il passaggio di consegne della coppa, vinta l'anno precedente dal Milan, alla squadra che farà da apripista al cosiddetto calcio totale. Il Celtic, già vincitore della Coppa dei Campioni 1966-1967, è abituato a partite di un certo livello ed è giunto in finale dopo aver affrontato un cammino piuttosto impervio. Il Feyenoord invece arriva per la prima volta in finale ma esprime un calcio nuovo, in cui tutti devono saper stare in qualsiasi ruolo e la squadra deve esercitare un possesso di palla insistito e continuativo.
Il Feyenoord si presenta in campo senza Eddy Trejitel, il portiere titolare, ma con Eddy Pieters Graafland, fermo in partite ufficiali da più di un anno, e il bomber Ruud Geels, autore di 400 gol nel campionato olandese. Dall'altra parte il Celtic ha tutti i favori dei pronostici, ma dopo pochi minuti si infortuna il difensore centrale Jim Andrew Brogan. Alla mezz'ora l'arbitro Concetto Lo Bello assegna una punizione ai Celts che trovano la rete con Tommy Gemmell che calcia dalla distanza. Passano comunque pochi minuti e il capitano dei tulipani Rinus Israël mette a segno il gol del pareggio di testa, sul limite dell'area piccola. Nella ripresa il risultato non si sblocca, soprattutto grazie agli interventi del portiere scozzese Evan Williams.
Si va dunque ai supplementari con il Feyenoord che sta facendo la partita. A quattro minuti dal termine un lancio lungo del portiere olandese mette in difficoltà il libero Billy McNeill che incespica e lascia partire lo svedese Ove Kindvall solo davanti al portiere, che non sbaglia.

## Tabellino
| Arbitro: | Concetto Lo Bello |

|                          |           |             |
| Israël 32’ Kindvall 116’ | Marcatori | 30’ Gemmell |

### Formazioni
| Feyenoord     |    |                        |  |      |
|               |    |                        |  |      |
| P             | 1  | Eddy Pieters Graafland |  |      |
| D             | 2  | Piet Romeijn           |  |      |
| D             | 4  | Theo Laseroms          |  | 106’ |
| D             | 3  | Rinus Israël           |  |      |
| D             | 5  | Theo van Duivenbode    |  |      |
| C             | 6  | Franz Hasil            |  |      |
| C             | 7  | Wim Jansen             |  |      |
| C             | 10 | Willem van Hanegem     |  |      |
| A             | 8  | Henk Wery              |  |      |
| A             | 9  | Ove Kindvall           |  |      |
| A             | 11 | Coen Moulijn           |  |      |
| Sostituzioni: |    |                        |  |      |
| D             | 15 | Guus Haak              |  | 106’ |
| Allenatore:   |    |                        |  |      |
| Ernst Happel  |    |                        |  |      |

| Celtic        |    |                   |  |     |
|               |    |                   |  |     |
| P             | 1  | Evan Williams     |  |     |
| D             | 2  | David Hay         |  |     |
| D             | 3  | Tommy Gemmell     |  |     |
| C             | 4  | Bobby Murdoch     |  |     |
| D             | 5  | Billy McNeill     |  |     |
| D             | 6  | Jim Andrew Brogan |  |     |
| A             | 7  | Jimmy Johnstone   |  |     |
| A             | 8  | John Hughes       |  |     |
| A             | 9  | William Wallace   |  |     |
| C             | 10 | Bertie Auld       |  | 77’ |
| A             | 11 | Bobby Lennox      |  |     |
| Sostituzioni: |    |                   |  |     |
| C             | 14 | George Connelly   |  | 77’ |
| Allenatore:   |    |                   |  |     |
| Jock Stein    |    |                   |  |     |